# Blue winter
Blue winter is een single van de Amerikaanse zangeres Connie Francis. Het nummer is geschreven door John Gluck jr. en Ben Raleigh en werd gearrangeerd door orkestleider Alan Lorber. Het nummer werd door Gerrit den Braber voor Willeke Alberti in het Nederlands vertaald als De winter was lang.

## Tracklist

### 7" Single
MGM K13214 [us] (01/1964)
1. "Blue winter"
2. "You know you don't want me (So why don't you leave me alone)"

## Hitnotering
| Blue winter                | Blue winter           | Blue winter | Blue winter | Blue winter |
| Hitlijst                   | Datum van binnenkomst | Week:       | 1           |             |
| -------------------------- | --------------------- | ----------- | ----------- | ----------- |
| Tijd Voor Teenagers Top 10 | 18-4-1964             | Positie:    | 10          | uit         |